# Прапор Онуфріївського району
Пра́пор Ону́фріївського райо́ну — офіційний символ Онуфріївського району Кіровоградської області, затверджений 5 жовтня 2002  року рішенням сесії Онуфріївської районної ради. Автор проєкту — М. І. Явтушенко.

## Опис
Прапор являє собою синє прямокутне полотнище із співвідношенням сторін 2:3, у крижі якого знаходиться жовта емблема району (поштовий ріжок, крізь який просунута козацька шабля). Внизу розташована біла хвиляста горизонтальна смуга шириною 2/7 ширини прапора, відстань смуги від нижнього краю полотнища — 1/14 ширини прапора.